# Nicole Provis
Nicole Provis (née le 22 septembre 1969 à Melbourne) est une joueuse de tennis australienne, professionnelle du milieu des années 1980 à 1997. Elle est aussi connue sous son nom de femme mariée, Nicole Bradtke.
En 1988, elle a joué les demi-finales à Roland Garros (battue par Natasha Zvereva), sa meilleure performance en simple dans une épreuve du Grand Chelem.
Pendant sa carrière, elle a gagné douze titres sur le circuit WTA, dont neuf en double.

## Palmarès

### Titres en simple dames
| No | Date       | Nom et lieu du tournoi     | Catégorie | Dotation  | Surface    | Finaliste               | Score         |          |
| -- | ---------- | -------------------------- | --------- | --------- | ---------- | ----------------------- | ------------- | -------- |
| 1  | 30-12-1991 | Danone Open, Brisbane      | Tier IV   | 150 000 $ | Dur (ext.) | Rachel McQuillan        | 6-3, 6-2      | Parcours |
| 2  | 19-04-1993 | Women’s Open, Kuala Lumpur | Tier IV   | 100 000 $ | Dur (int.) | Ann Grossman            | 6-3, 6-2      | Parcours |
| 3  | 30-01-1995 | Amway Classic, Auckland    | Tier IV   | 107 500 $ | Dur (ext.) | Ginger Helgeson-Nielsen | 3-6, 6-2, 6-1 | Parcours |

### Finale en simple dames
| No | Date       | Nom et lieu du tournoi | Catégorie | Dotation  | Surface      | Vainqueure        | Score         |          |
| -- | ---------- | ---------------------- | --------- | --------- | ------------ | ----------------- | ------------- | -------- |
| 1  | 17-05-1993 | European Open, Lucerne | Tier III  | 150 000 $ | Terre (ext.) | Lindsay Davenport | 6-1, 4-6, 6-2 | Parcours |

### Titres en double dames
| No | Date       | Nom et lieu du tournoi                    | Catégorie | Dotation  | Surface      | Partenaire       | Finalistes                                     | Score         |          |
| -- | ---------- | ----------------------------------------- | --------- | --------- | ------------ | ---------------- | ---------------------------------------------- | ------------- | -------- |
| 1  | 16-05-1988 | Internationaux de Strasbourg Strasbourg   | Tier V    | 100 000 $ | Terre (ext.) | Manon Bollegraf  | Jenny Byrne Janine Thompson                    | 7-5, 6-7, 6-3 | Parcours |
| 2  | 14-08-1989 | Virginia Slims of Albuquerque Albuquerque | Tier V    | 100 000 $ | Dur (ext.)   | Elna Reinach     | Raffaella Reggi Arantxa Sánchez                | 4-6, 6-4, 6-2 | Parcours |
| 3  | 14-05-1990 | Lufthansa Cup German Open Berlin          | Tier I    | 500 000 $ | Terre (ext.) | Elna Reinach     | Hana Mandlíková Jana Novotná                   | 6-2, 6-1      | Parcours |
| 4  | 21-05-1990 | Internationaux de Strasbourg Strasbourg   | Tier IV   | 150 000 $ | Terre (ext.) | Elna Reinach     | Kathy Jordan Elizabeth Smylie                  | 6-1, 6-4      | Parcours |
| 5  | 20-05-1991 | Geneva European Open Genève               | Tier IV   | 150 000 $ | Terre (ext.) | Elizabeth Smylie | Cathy Caverzasio Manuela Maleeva               | 6-1, 6-2      | Parcours |
| 6  | 10-06-1991 | Dow Classic Birmingham                    | Tier IV   | 150 000 $ | Gazon (ext.) | Elizabeth Smylie | Sandy Collins Elna Reinach                     | 6-3, 6-4      | Parcours |
| 7  | 17-02-1992 | Virginia Slims of Oklahoma Oklahoma City  | Tier IV   | 150 000 $ | Dur (int.)   | Lori McNeil      | Katrina Adams Manon Bollegraf                  | 3-6, 6-4, 7-6 | Parcours |
| 8  | 11-01-1993 | Sunsmart Victorian Open Melbourne         | Tier IV   | 100 000 $ | Dur (ext.)   | Nathalie Tauziat | Cammy MacGregor Shaun Stafford                 | 1-6, 6-3, 6-3 | Parcours |
| 9  | 20-05-1996 | Internationaux de Strasbourg Strasbourg   | Tier III  | 164 250 $ | Terre (ext.) | Yayuk Basuki     | Marianne Werdel-Witmeyer Tami Whitlinger-Jones | 5-7, 6-4, 6-4 | Parcours |

### Finales en double dames
| No | Date       | Nom et lieu du tournoi           | Catégorie | Dotation  | Surface      | Vainqueures                    | Partenaire       | Score         |          |
| -- | ---------- | -------------------------------- | --------- | --------- | ------------ | ------------------------------ | ---------------- | ------------- | -------- |
| 1  | 06-05-1991 | Peugeot Italian Open Rome        | Tier I    | 500 000 $ | Terre (ext.) | Jennifer Capriati Monica Seles | Elna Reinach     | 7-5, 6-2      | Parcours |
| 2  | 13-05-1991 | Lufthansa Cup German Open Berlin | Tier I    | 500 000 $ | Terre (ext.) | Larisa Neiland Natasha Zvereva | Elna Reinach     | 6-3, 6-3      | Parcours |
| 3  | 30-12-1991 | Danone Open Brisbane             | Tier IV   | 150 000 $ | Dur (ext.)   | Jana Novotná Larisa Neiland    | Manon Bollegraf  | 6-4, 6-3      | Parcours |
| 4  | 12-06-1995 | DFS Classic Birmingham           | Tier III  | 161 250 $ | Gazon (ext.) | Manon Bollegraf Rennae Stubbs  | Kristine Radford | 3-6, 6-4, 6-4 | Parcours |

### Titres en double mixte
| No | Date       | Nom et lieu du tournoi         | Catégorie | Dotation    | Surface    | Partenaire     | Finalistes                      | Score          |          |
| -- | ---------- | ------------------------------ | --------- | ----------- | ---------- | -------------- | ------------------------------- | -------------- | -------- |
| 1  | 13-01-1992 | Ford Australian Open Melbourne | G. Chelem | 2 000 000 $ | Dur (ext.) | Mark Woodforde | Arantxa Sánchez Todd Woodbridge | 6-3, 4-6, 11-9 | Parcours |
| 2  | 31-08-1992 | US Open Flushing Meadows       | G. Chelem | 3 734 850 $ | Dur (ext.) | Mark Woodforde | Helena Suková Tom Nijssen       | 4-6, 6-3, 6-3  | Parcours |

### Finales en double mixte
| No | Date       | Nom et lieu du tournoi      | Catégorie | Dotation    | Surface      | Vainqueures                  | Partenaire    | Score      |          |
| -- | ---------- | --------------------------- | --------- | ----------- | ------------ | ---------------------------- | ------------- | ---------- | -------- |
| 1  | 22-06-1987 | The Championships Wimbledon | G. Chelem | 1 354 530 $ | Gazon (ext.) | Jo Durie Jeremy Bates        | Darren Cahill | 7-610, 6-3 | Parcours |
| 2  | 28-05-1990 | Roland-Garros Paris         | G. Chelem | 2 019 720 $ | Terre (ext.) | Arantxa Sánchez Jorge Lozano | Danie Visser  | 7-64, 7-64 | Parcours |

## Parcours en Grand Chelem

### En simple dames
| Année | Open d'Australie (janvier) | Open d'Australie (janvier) | Internationaux de France | Internationaux de France | Wimbledon       | Wimbledon           | US Open         | US Open           | Open d'Australie (décembre) | Open d'Australie (décembre) |
| ----- | -------------------------- | -------------------------- | ------------------------ | ------------------------ | --------------- | ------------------- | --------------- | ----------------- | --------------------------- | --------------------------- |
| 1985  | n/a                        | n/a                        | -                        | -                        | -               | -                   | -               | -                 | 2e tour (1/16)              | Martina Navrátilová         |
| 1987  | 2e tour (1/32)             | C. Kohde-Kilsch            | 2e tour (1/32)           | Barbara Paulus           | 1er tour (1/64) | Judith Wiesner      | 3e tour (1/16)  | Lori McNeil       | n/a                         | n/a                         |
| 1988  | 3e tour (1/16)             | Belinda Cordwell           | 1/2 finale               | Natasha Zvereva          | 1er tour (1/64) | Lori McNeil         | 1er tour (1/64) | Zina Garrison     | n/a                         | n/a                         |
| 1989  | 4e tour (1/8)              | Steffi Graf                | 3e tour (1/16)           | Gabriela Sabatini        | 3e tour (1/16)  | Martina Navrátilová | 1er tour (1/64) | Laura Arraya      | n/a                         | n/a                         |
| 1990  | 2e tour (1/32)             | Pam Shriver                | 4e tour (1/8)            | Katerina Maleeva         | 2e tour (1/32)  | Alexia Dechaume     | 1er tour (1/64) | Arantxa Sánchez   | n/a                         | n/a                         |
| 1991  | 3e tour (1/16)             | Steffi Graf                | 2e tour (1/32)           | Nicole Jagerman          | 2e tour (1/32)  | Elena Bryukhovets   | 1er tour (1/64) | Gabriela Sabatini | n/a                         | n/a                         |
| 1992  | 1er tour (1/64)            | Arantxa Sánchez            | 1er tour (1/64)          | Magdalena Maleeva        | 3e tour (1/16)  | Nathalie Tauziat    | 2e tour (1/32)  | Chanda Rubin      | n/a                         | n/a                         |
| 1993  | 4e tour (1/8)              | Gabriela Sabatini          | 1er tour (1/64)          | Maria Jose Gaidano       | 2e tour (1/32)  | Elena Bryukhovets   | 1er tour (1/64) | Amanda Coetzer    | n/a                         | n/a                         |
| 1994  | 2e tour (1/32)             | Steffi Graf                | 1er tour (1/64)          | Mary Pierce              | -               | -                   | 2e tour (1/32)  | Radka Bobková     | n/a                         | n/a                         |
| 1995  | 2e tour (1/32)             | Yayuk Basuki               | 1er tour (1/64)          | Mary Pierce              | 4e tour (1/8)   | Jana Novotná        | 1er tour (1/64) | Nathalie Tauziat  | n/a                         | n/a                         |
| 1996  | 1er tour (1/64)            | F. Lubiani                 | 2e tour (1/32)           | Steffi Graf              | 1er tour (1/64) | Kerry-Anne Guse     | 1er tour (1/64) | Els Callens       | n/a                         | n/a                         |
| 1997  | 2e tour (1/32)             | Karina Habšudová           | -                        | -                        | -               | -                   | -               | -                 | n/a                         | n/a                         |

À droite du résultat, l’ultime adversaire.

### En double dames
| Année | Open d'Australie             | Open d'Australie          | Internationaux de France    | Internationaux de France   | Wimbledon                    | Wimbledon                   | US Open                      | US Open                   |
| ----- | ---------------------------- | ------------------------- | --------------------------- | -------------------------- | ---------------------------- | --------------------------- | ---------------------------- | ------------------------- |
| 1986  | n/a                          | n/a                       | -                           | -                          | 1er tour (1/32) Karen Deed   | Neige Dias Pat Medrado      | -                            | -                         |
| 1987  | -                            | -                         | 1er tour (1/32) C. Karlsson | C. Lindqvist Tine Scheuer  | 2e tour (1/16) Csilla Bartos | Elise Burgin R. Fairbank    | 2e tour (1/16) K. Skronská   | H. Mandlíková W. Turnbull |
| 1988  | 1er tour (1/32) D. Balestrat | C. Porwik W. Probst       | 1/2 finale Elna Reinach     | Kohde-Kilsch Helena Suková | 3e tour (1/8) M. Bollegraf   | Katrina Adams Zina Garrison | 1er tour (1/32) Elna Reinach | G. Fernández Robin White  |
| 1989  | 2e tour (1/16) M. Bollegraf  | J. Fuchs Jill Smoller     | 3e tour (1/8) Elna Reinach  | Steffi Graf G. Sabatini    | 1/2 finale Elna Reinach      | L. Savchenko N. Zvereva     | 1/2 finale Elna Reinach      | MJ Fernández Pam Shriver  |
| 1990  | 1er tour (1/32) Hetherington | Kate McDonald K. Radford  | 1/2 finale Elna Reinach     | Jana Novotná Helena Suková | 3e tour (1/8) Elna Reinach   | Hetherington Robin White    | 1/4 de finale Elna Reinach   | G. Fernández Navrátilová  |
| 1991  | 1er tour (1/32) Elna Reinach | Sabine Hack Akemi Nishiya | 2e tour (1/16) E. Smylie    | Tracey Morton Clare Wood   | 3e tour (1/8) E. Smylie      | Katrina Adams M. Bollegraf  | 2e tour (1/16) E. Smylie     | Yayuk Basuki Jo Durie     |
| 1992  | 3e tour (1/8) Lori McNeil    | S. Rehe B. Schultz        | 1/4 de finale Lori McNeil   | C. Martínez A. Sánchez     | 1er tour (1/32) E. Smylie    | H. Ludloff C. Martínez      | 1er tour (1/32) Jenny Byrne  | Lori McNeil Rennae Stubbs |
| 1993  | 1er tour (1/32) Elna Reinach | Gorrochategui Linda Wild  | 1er tour (1/32) Linda Wild  | G. Fernández N. Zvereva    | -                            | -                           | 2e tour (1/16) Lisa Raymond  | S. Cecchini P. Tarabini   |
| 1994  | 2e tour (1/16) N. Tauziat    | L. Davenport Lisa Raymond | 1/4 de finale Elna Reinach  | L. Davenport Lisa Raymond  | -                            | -                           | 1/4 de finale Elna Reinach   | K. Maleeva Robin White    |
| 1995  | 1er tour (1/32) K. Radford   | C. Martínez P. Tarabini   | 2e tour (1/16) K. Radford   | Amy Frazier Kimberly Po    | 2e tour (1/16) K. Radford    | Nicole Arendt Pam Shriver   | 3e tour (1/8) Linda Wild     | Jana Novotná A. Sánchez   |
| 1996  | 3e tour (1/8) K. Boogert     | Lisa Raymond G. Sabatini  | 1er tour (1/32) K. Boogert  | E. Makarova E. Maniokova   | 3e tour (1/8) R. McQuillan   | G. Fernández N. Zvereva     | 2e tour (1/16) R. McQuillan  | Jana Novotná A. Sánchez   |
| 1997  | 2e tour (1/16) R. McQuillan  | Chanda Rubin B. Schultz   | -                           | -                          | -                            | -                           | -                            | -                         |

Sous le résultat, la partenaire ; à droite, l’ultime équipe adverse.

### En double mixte
| Année | Open d'Australie              | Open d'Australie          | Internationaux de France     | Internationaux de France | Wimbledon                   | Wimbledon                   | US Open                       | US Open                   |
| ----- | ----------------------------- | ------------------------- | ---------------------------- | ------------------------ | --------------------------- | --------------------------- | ----------------------------- | ------------------------- |
| 1987  | 1er tour (1/16) P. McNamara   | Zina Garrison S. Stewart  | 2e tour (1/16) Darren Cahill | Pam Shriver E. Sánchez   | Finale Darren Cahill        | Jo Durie Jeremy Bates       | -                             | -                         |
| 1988  | 2e tour (1/8) Darren Cahill   | Van der Torre Marty Davis | 3e tour (1/8) Darren Cahill  | Navrátilová E. Sánchez   | 1/4 de finale Darren Cahill | Zina Garrison S. Stewart    | -                             | -                         |
| 1989  | 2e tour (1/8) Johan Kriek     | M. Bollegraf Tom Nijssen  | 1/4 de finale Darren Cahill  | Robin White Jim Grabb    | 1/4 de finale Darren Cahill | B. Nagelsen Rick Leach      | 1er tour (1/16) Darren Cahill | M. McGrath Rick Leach     |
| 1990  | 1/4 de finale Jeremy Bates    | E. Smylie J. Fitzgerald   | Finale Danie Visser          | A. Sánchez Jorge Lozano  | 3e tour (1/8) T. Woodbridge | Elna Reinach P. Aldrich     | 1er tour (1/16) Danie Visser  | M. McGrath M. Woodforde   |
| 1991  | 2e tour (1/8) T. Woodbridge   | Pam Shriver M. Kratzmann  | -                            | -                        | 3e tour (1/8) T. Woodbridge | Kathy Rinaldi Grant Connell | 1/4 de finale T. Woodbridge   | M. Bollegraf Tom Nijssen  |
| 1992  | Victoire M. Woodforde         | A. Sánchez T. Woodbridge  | 1/2 finale M. Woodforde      | A. Sánchez T. Woodbridge | 3e tour (1/8) M. Woodforde  | A. Strnadová Stoltenberg    | Victoire M. Woodforde         | Helena Suková Tom Nijssen |
| 1993  | 2e tour (1/8) M. Woodforde    | Nana Miyagi Kent Kinnear  | -                            | -                        | 1er tour (1/32) Mark Keil   | L. Davenport Scott Davis    | -                             | -                         |
| 1994  | 1er tour (1/16) Darren Cahill | Pam Shriver Mike Bauer    | -                            | -                        | -                           | -                           | -                             | -                         |
| 1995  | 2e tour (1/8) Darren Cahill   | Linda Wild F. Montana     | -                            | -                        | 3e tour (1/8) Brett Steven  | L. Davenport Grant Connell  | -                             | -                         |
| 1996  | 1er tour (1/16) Javier Frana  | M. Bollegraf T. Kronemann | 1/4 de finale T. Woodbridge  | L. Neiland M. Woodforde  | 3e tour (1/8) Jeremy Bates  | L. Neiland M. Woodforde     | -                             | -                         |
| 1997  | 1/4 de finale Joshua Eagle    | L. Neiland J. de Jager    | -                            | -                        | -                           | -                           | -                             | -                         |

Sous le résultat, le partenaire ; à droite, l’ultime équipe adverse.

## Parcours aux Masters

### En double dames
| # | Date       | Nom de l'édition                      | ($)       | Surface         | Résultat      | Partenaire       | Ultimes adversaires           | Score    |          |
| - | ---------- | ------------------------------------- | --------- | --------------- | ------------- | ---------------- | ----------------------------- | -------- | -------- |
| 1 | 12/11/1990 | Virginia Slims Championships New York | 3 000 000 | Moquette (int.) | 1/4 de finale | Elna Reinach     | Kathy Jordan Elizabeth Smylie | 6-1, 7-6 | Parcours |
| 2 | 18/11/1991 | Virginia Slims Championships New York | 3 000 000 | Moquette (int.) | 1/4 de finale | Elizabeth Smylie | Gigi Fernández Jana Novotná   | 6-3, 6-4 | Parcours |

## Parcours aux Jeux olympiques

### En simple dames
| # | Date       | Nom de l'olympiade             | Surface      | Résultat        | Ultime adversaire | Score         |          |
| - | ---------- | ------------------------------ | ------------ | --------------- | ----------------- | ------------- | -------- |
| 1 | 28/07/1992 | Olympic Tennis Event Barcelone | Terre (ext.) | 2e tour (1/16)  | Sabine Appelmans  | 6-2, 6-1      | Parcours |
| 2 | 23/07/1996 | Olympic Tennis Event Atlanta   | Dur (ext.)   | 1er tour (1/32) | Iva Majoli        | 3-6, 6-3, 6-4 | Parcours |

### En double dames
| # | Date       | Nom de l'olympiade             | Surface      | Résultat        | Partenaire       | Ultimes adversaires          | Score   |          |
| - | ---------- | ------------------------------ | ------------ | --------------- | ---------------- | ---------------------------- | ------- | -------- |
| 1 | 28/07/1992 | Olympic Tennis Event Barcelone | Terre (ext.) | Bronze          | Rachel McQuillan | Leila Meskhi Natasha Zvereva | Partage | Parcours |
| 2 | 23/07/1996 | Olympic Tennis Event Atlanta   | Dur (ext.)   | 1er tour (1/16) | Rennae Stubbs    | Chen Li Ling Yi Jingqian     | Forfait | Parcours |

## Parcours en Coupe de la Fédération
| #                                                                                | Date       | Lieu       | Surface                        | Gagnante(s)                          | Perdante(s)                        | Score         |          |
|                                                                                  |            |            |                                |                                      |                                    |               |          |
| 1988 - 1er tour (groupe mondial) - Australie - Israël - 3 : 0                    |            |            |                                |                                      |                                    |               |          |
| 1                                                                                | 05/12/1988 | Melbourne  |                                | Nicole Provis                        | Yael Segal                         | 4-6, 6-3, 6-4 | Parcours |
|                                                                                  |            |            |                                |                                      |                                    |               |          |
| 1988 - 2e tour (groupe mondial) - Australie - Italie - 3 : 0                     |            |            |                                |                                      |                                    |               |          |
| 2                                                                                | 05/12/1988 | Melbourne  |                                | Nicole Provis                        | Laura Lapi                         | 6-3, 1-6, 6-3 | Parcours |
|                                                                                  |            |            |                                |                                      |                                    |               |          |
| 1988 - 1/4 de finale (groupe mondial) - Australie - Allemagne de l'Ouest - 1 : 2 |            |            |                                |                                      |                                    |               |          |
| 3                                                                                | 05/12/1988 | Melbourne  |                                | Sylvia Hanika                        | Nicole Provis                      | 6-1, 6-2      | Parcours |
|                                                                                  |            |            |                                |                                      |                                    |               |          |
| 1991 - 1er tour (groupe mondial) - Australie - Japon - 2 : 1                     |            |            |                                |                                      |                                    |               |          |
| 4                                                                                | 22/07/1991 | Nottingham |                                | Nicole Provis                        | Akiko Kijimuta                     | 6-0, 6-1      | Parcours |
| 4                                                                                | 22/07/1991 | Nottingham | Nicole Provis Elizabeth Smylie | Kimiko Date Maya Kidowaki            | 6-3, 6-3                           |               | Parcours |
|                                                                                  |            |            |                                |                                      |                                    |               |          |
| 1991 - 2e tour (groupe mondial) - Espagne - Australie - 3 : 0                    |            |            |                                |                                      |                                    |               |          |
| 5                                                                                | 24/07/1991 | Nottingham |                                | Conchita Martínez                    | Nicole Provis                      | 6-0, 2-6, 7-5 | Parcours |
|                                                                                  |            |            |                                |                                      |                                    |               |          |
| 1992 - 1er tour (groupe mondial) - Bulgarie - Australie - 1 : 2                  |            |            |                                |                                      |                                    |               |          |
| 6                                                                                | 14/07/1992 | Francfort  | Terre (ext.)                   | Nicole Provis                        | Katerina Maleeva                   | 3-6, 6-4, 6-0 | Parcours |
| 6                                                                                | 14/07/1992 | Francfort  | Terre (ext.)                   | Nicole Provis Rennae Stubbs          | Katerina Maleeva Magdalena Maleeva | 6-2, 6-1      | Parcours |
|                                                                                  |            |            |                                |                                      |                                    |               |          |
| 1992 - 2e tour (groupe mondial) - Australie - Autriche - 2 : 1                   |            |            |                                |                                      |                                    |               |          |
| 7                                                                                | 15/07/1992 | Francfort  | Terre (ext.)                   | Judith Wiesner                       | Nicole Provis                      | 5-7, 6-3, 6-4 | Parcours |
| 7                                                                                | 15/07/1992 | Francfort  | Terre (ext.)                   | Nicole Provis Rennae Stubbs          | Petra Ritter Judith Wiesner        | 6-2, 6-0      | Parcours |
|                                                                                  |            |            |                                |                                      |                                    |               |          |
| 1992 - 1/4 de finale (groupe mondial) - Australie - Tchécoslovaquie - 2 : 1      |            |            |                                |                                      |                                    |               |          |
| 8                                                                                | 17/07/1992 | Francfort  | Terre (ext.)                   | Nicole Provis                        | Jana Novotná                       | 7-5, 6-0      | Parcours |
| 8                                                                                | 17/07/1992 | Francfort  | Terre (ext.)                   | Nicole Provis Rennae Stubbs          | Jana Novotná Andrea Strnadová      | 6-3, 6-3      | Parcours |
|                                                                                  |            |            |                                |                                      |                                    |               |          |
| 1992 - 1/2 finale (groupe mondial) - Australie - Espagne - 0 : 3                 |            |            |                                |                                      |                                    |               |          |
| 9                                                                                | 18/07/1992 | Francfort  | Terre (ext.)                   | Arantxa Sánchez                      | Nicole Provis                      | 6-2, 6-0      | Parcours |
|                                                                                  |            |            |                                |                                      |                                    |               |          |
| 1993 - 1er tour (groupe mondial) - Allemagne - Australie - 1 : 2                 |            |            |                                |                                      |                                    |               |          |
| 10                                                                               | 20/07/1993 | Francfort  | Terre (ext.)                   | Nicole Provis                        | Steffi Graf                        | 6-4, 1-6, 6-1 | Parcours |
|                                                                                  |            |            |                                |                                      |                                    |               |          |
| 1993 - 2e tour (groupe mondial) - Danemark - Australie - 0 : 3                   |            |            |                                |                                      |                                    |               |          |
| 11                                                                               | 21/07/1993 | Francfort  | Terre (ext.)                   | Nicole Provis                        | Karin Ptaszek                      | 7-65, 7-5     | Parcours |
|                                                                                  |            |            |                                |                                      |                                    |               |          |
| 1993 - 1/4 de finale (groupe mondial) - Finlande - Australie - 0 : 3             |            |            |                                |                                      |                                    |               |          |
| 12                                                                               | 22/07/1993 | Francfort  | Terre (ext.)                   | Nicole Provis                        | Nanne Dahlman                      | 6-1, 6-2      | Parcours |
|                                                                                  |            |            |                                |                                      |                                    |               |          |
| 1993 - 1/2 finale (groupe mondial) - Argentine - Australie - 1 : 2               |            |            |                                |                                      |                                    |               |          |
| 13                                                                               | 24/07/1993 | Francfort  | Terre (ext.)                   | Nicole Provis                        | Florencia Labat                    | 1-6, 6-2, 6-3 | Parcours |
|                                                                                  |            |            |                                |                                      |                                    |               |          |
| 1993 - Finale (groupe mondial) - Espagne - Australie - 3 : 0                     |            |            |                                |                                      |                                    |               |          |
| 14                                                                               | 19/07/1993 | Francfort  | Terre (ext.)                   | Arantxa Sánchez                      | Nicole Provis                      | 6-2, 6-3      | Parcours |
|                                                                                  |            |            |                                |                                      |                                    |               |          |
| 1995 - 1/4 de finale (groupe mondial II) - Australie - Slovaquie - 3 : 2         |            |            |                                |                                      |                                    |               |          |
| 15                                                                               | 22/04/1995 | Perth      | Herbe (ext.)                   | Nicole Bradtke                       | Radka Zrubáková                    | 4-6, 6-4, 6-3 | Parcours |
| 15                                                                               | 22/04/1995 | Perth      | Herbe (ext.)                   | Nicole Bradtke                       | Karina Habšudová                   | 7-5, 6-4      | Parcours |
| 15                                                                               | 22/04/1995 | Perth      | Herbe (ext.)                   | Nicole Bradtke Rennae Stubbs         | Karina Habšudová Radka Zrubáková   | 6-1, 6-0      | Parcours |
|                                                                                  |            |            |                                |                                      |                                    |               |          |
| 1995 - Barrage (groupe mondial I) - Argentine - Australie - 5 : 0                |            |            |                                |                                      |                                    |               |          |
| 16                                                                               | 22/07/1995 | San Miguel | Terre (ext.)                   | Florencia Labat                      | Nicole Bradtke                     | 6-3, 6-2      | Parcours |
| 16                                                                               | 22/07/1995 | San Miguel | Terre (ext.)                   | Gabriela Sabatini                    | Nicole Bradtke                     | 6-0, 3-6, 6-2 | Parcours |
| 16                                                                               | 22/07/1995 | San Miguel | Terre (ext.)                   | Inés Gorrochategui Gabriela Sabatini | Nicole Bradtke Rennae Stubbs       | 6-2, 6-3      | Parcours |
|                                                                                  |            |            |                                |                                      |                                    |               |          |
| 1996 - Barrage (groupe mondial II) - Canada - Australie - 2 : 3                  |            |            |                                |                                      |                                    |               |          |
| 17                                                                               | 13/07/1996 | Aurora     | Terre (ext.)                   | Rene Simpson                         | Nicole Bradtke                     | 3-6, 6-3, 6-3 | Parcours |
| 17                                                                               | 13/07/1996 | Aurora     | Terre (ext.)                   | Nicole Bradtke                       | Patricia Hy                        | 6-3, 3-6, 6-2 | Parcours |
| 17                                                                               | 13/07/1996 | Aurora     | Terre (ext.)                   | Nicole Bradtke Rachel McQuillan      | Jill Hetherington Rene Simpson     | 4-6, 6-3, 6-0 | Parcours |

## Classements WTA en fin de saison

### En simple
| Année | 1985 | 1986 | 1987 | 1988 | 1989 | 1990 | 1991 | 1992 | 1993 | 1994 | 1995 | 1996 |
| Rang  | 147  | 123  | 78   | 34   | 61   | 49   | 45   | 47   | 26   | 190  | 37   | 94   |

Source : (en) « Classements de Nicole Provis », sur le site officiel du WTA Tour

### En double
| Année | 1986 | 1987 | 1988 | 1989 | 1990 | 1991 | 1992 | 1993 | 1994 | 1995 | 1996 |
| Rang  | 164  | 95   | 41   | 26   | 26   | 18   | 28   | 73   | 66   | 42   | 47   |

Source : (en) « Classements de Nicole Provis », sur le site officiel du WTA Tour